# Katarzyna Bachleda-Curuś
Katarzyna Anna Bachleda-Curuś (Sanok, 1 januari 1980) is sinds haar tweede huwelijk – zij was eerder gehuwd met de voormalige schaatser Michal Trzebunia – de naam van de Pools langebaanschaatsster Katarzyna Wójcicka. Ze woont tegenwoordig in Zakopane vanwege de aanwezigheid van de ijsbaan Tor Cos.

## Biografie
Wójcicka is een getalenteerd allroundster en heeft al vijftien nationale titels op haar naam geschreven. Ze nam vanaf 1999 elf keer deel aan een EK Allroundkampioenschap, in de eerste jaren met lage klasseringen. Vanaf 2005 maakte ze een flinke sprong vooruit, in dat jaar werd ze twaalfde op het EK Allround en veertiende bij haar eerste deelname op het WK Allround. De jaren daarna eindigde ze op de EK respectievelijk als tiende (2006), elfde (2007), achtste (2008, 2009) en elfde (2010), en op de WK Allround als veertiende (2006), zeventiende (2008) en vijftiende (2009).
In 2006 nam ze deel aan de Olympische Winterspelen van Turijn, ze plaatste zich voor vier afstanden. Ze werd tiende op de 3000 meter, achtste op de 1000 meter, elfde op de 1500 meter en zestiende op de 5000 meter.
In 2010 nam ze wederom deel aan de Olympische Winterspelen. Ze had zich geplaatst voor de 1000, 1500 en 3000 meter. Ze schaatste de 1000m en werd 31e. Later schaatste ze de 1500m en werd daarop 15e. Ze meldde zich af voor de 3000m.
De Poolse bondscoach selecteerde haar om deel uit te maken van de Poolse achtervolgingsploeg. Naast Bachleda-Curus waren ook Katarzyna Woźniak en Luiza Zlotkowska deel van de ploeg. In de kwartfinales schakelden de Poolse dames de Russinnen uit. Dit doordat Galina Lichatsjova niet kon volgen en dus op achterstand binnenkwam. De Poolsen pakten hun kans en gingen door naar de halve finale. Hierin kwamen ze uit tegen Japan en ze verloren deze race.
In de troostfinale moesten de Poolse dames strijden om het brons. De tegenstandsters waren Rodriguez, Rookard en Raney uit de VS. De VS waren de grote favorieten in deze race, maar helaas voor hen moest de nieuweling in de ploeg, Raney, zij was door coach Derek Parra ingezet om Nancy Swider-Peltz Jr. te vervangen, al zeer vroeg lossen. Daardoor konden de Poolse dames de bronzen medaille winnen. Dit was de eerste medaille voor Bachleda-Curus op de Olympische Spelen en de derde Poolse schaatsmedaille. Deze derde medaille heeft vijftig jaar op zich laten wachten, nadat in Squaw Valley Elwira Seroczynska zilver pakte op de 1500m voor vrouwen. Op datzelfde onderdeel pakte Helena Pilejczyk de bronzen plak.
Na er in de seizoenen 2011 en 2012 tussenuit te zijn geweest maakte ze in het seizoen 2012/2013 een comeback. Op 1 maart 2013 reed ze haar snelste 5000 meter in Erfurt: 7.13,13, echter ging ze over de lijn bij het ingaan van de buitenbochten en werd ze gediskwalificeerd. Het (voorlopige) hoogtepunt van de inmiddels onder de naam Bachleda-Curuś uitkomende schaatsster was een zilveren medaille op de wereldkampioenschappen schaatsen afstanden 2013 - Ploegenachtervolging vrouwen.

## Persoonlijke records
| Afstand    | Tijd    | Datum            | Baan           |
| ---------- | ------- | ---------------- | -------------- |
| 500 meter  | 39,08   | 18 maart 2006    | Calgary        |
| 1000 meter | 1.15,39 | 13 december 2009 | Salt Lake City |
| 1500 meter | 1.53,95 | 16 november 2013 | Salt Lake City |
| 3000 meter | 4.02,12 | 15 november 2013 | Salt Lake City |
| 5000 meter | 7.18,56 | 1 december 2007  | Kolomna        |

## Resultaten
| Jaar | EK Allround | WK Allround | WK Afstanden                        | Olympische Spelen                      | WK Junioren |
| ---- | ----------- | ----------- | ----------------------------------- | -------------------------------------- | ----------- |
| 1998 |             |             |                                     |                                        | 12e         |
| 1999 | NC19        |             |                                     |                                        | NC37        |
| 2000 | 15e         |             | 23e 1000m NS 1500m 19e 3000m        |                                        |             |
| 2001 | NC20        |             | 20e 3000m 15e 5000m                 |                                        |             |
| 2002 | 16e         |             |                                     | 26e 1500m 26e 3000m                    |             |
| 2003 |             |             |                                     |                                        |             |
| 2004 | NC26        |             | 10e 1500m 13e 3000m                 |                                        |             |
| 2005 | 12e         | NC14        | 9e 1500m 9e 3000m 10e 5000m         |                                        |             |
| 2006 | 10e         | NC14        |                                     | 8e 1000m 11e 1500m 10e 3000m 16e 5000m |             |
| 2007 | 11e         |             | 19e 1500m 7e achtervolging          |                                        |             |
| 2008 | 8e          | NC17        | 16e 1000m 8e 1500m 6e achtervolging |                                        |             |
| 2009 | 8e          | NC15        | 5e 1500m 11e 3000m 8e achtervolging |                                        |             |
| 2010 | 11e         | NC19        |                                     | 31e 1000m · 15e 1500m · achtervolging  |             |
|      |             |             |                                     |                                        |             |
| 2013 |             |             | 9e 1500m · 6e 3000m · achtervolging |                                        |             |
| 2014 | NC10        | 7e          |                                     | 6e 1500m · DQ 3000m · achtervolging    |             |
|      |             |             |                                     |                                        |             |
| 2017 | NC11        |             | 8e 1500m 7e achtervolging           |                                        |             |
| 2018 |             |             |                                     | 13e 1500m 17e 3000m 7e achtervolging   |             |

- Nationale Bibliotheek van Polen: a0000002867506
- Virtual International Authority File: 40147266638335480586